# Meliplebeia beccarii
Meliplebeia beccarii är en biart som först beskrevs av Giovanni Gribodo 1879.
Meliplebeia beccarii ingår i släktet Meliplebeia och familjen långtungebin. Inga underarter finns listade i Catalogue of Life.

## Utseende
Ett tämligen litet bi med en kroppslängd på 5,8 till 6,6 mm hos arbetarna. Kroppen är i huvudsak svart med ofta omfattande, gula markeringar i ansiktet. Främre delarna av tergiterna (bakkroppssegmenten) 1 till 5 är dessutom blekgula (på tergit 1 endast högst upp). Nedre delarna av fötterna är röda. Hanen skiljs från arbetarna genom sina mindre käkar.

## Ekologi
Släktet Meliplebeia tillhör de gaddlösa bina, ett tribus (Meliponini) av sociala bin som saknar fungerande gadd. Arten är inte heller särskilt aggressiv.
Boet, som konstrueras av kåda och annat växtmaterial, byggs i marken, gärna i eucalyptus-plantager och andra områden där marken har gott om inte alltför stora rötter som bina kan förankra sina bon i. Boets celler är uppbyggda i horisontella kakor. Från boet går det en kort gång upp till ytan.

## Utbredning
Arten förekommer i större delen av tropiska Afrika och når söderut till Namibia, Zimbabwe och Sydafrika.